# Estudos Críticos da Menstruação
Os Estudos Críticos da Menstruação (Critical Menstruation Studies – CMS) constituem uma linha de pesquisa e advocacy multidimensional e transdisciplinar que propõe a menstruação e o ciclo menstrual como categorias centrais de análise. Seu objetivo é investigar os aspectos políticos, sociais, culturais, biomédicos e econômicos associados à menstruação, questionando estigmas, estruturas de poder e exclusões históricas.

## Histórico
Segundo Chris Bobel, a menstruação, em diversas culturas e eras históricas, tem sido socializada de forma clandestina, inclusive nas pesquisas sérias sobre suas formas, funções e significados. A negligência em relação a esse processo biológico – que é um sinal vital – reflete o poder da misoginia e do estigma, suprimindo a produção do conhecimento.
Alguns marcos importantes na trajetória da visibilidade acadêmica e cultural da menstruação incluem:
- 1971 – A artista feminista Judy Chicago criou a litografia Red Flag, retratando uma mão removendo um absorvente interno. A obra chocou pela exposição direta da realidade cotidiana da menstruação.
- 1977 – Fundação da Sociedade pela Pesquisa do Ciclo Menstrual (Society for Menstrual Cycle Research – SMCR), por um grupo de acadêmicas feministas de diversas áreas, com foco na centralidade do ciclo menstrual para a saúde das mulheres.
- 1978 – A ativista e escritora Gloria Steinem publicou o ensaio satírico If Men Could Menstruate[2] (“Se Homens Pudessem Menstruar”), criticando o sexismo nas percepções culturais sobre a menstruação.
- Década de 1980 – Casos de Síndrome do Choque Tóxico associados ao uso de absorventes internos chamaram a atenção para os riscos da negligência regulatória e os impactos da medicalização e do consumo sobre os corpos menstruantes.

O termo Critical Menstruation Studies foi cunhado por Sharra Vostral e consolidado com a publicação do Palgrave Handbook of Critical Menstruation Studies (2020), uma coletânea de 72 capítulos com contribuições de 134 pessoas em 23 países. A obra busca estabelecer-se como referência fundamental para acadêmicas, ativistas, formuladores de políticas e profissionais da saúde. O manual contém pesquisas empíricas, ensaios teóricos, notas de campo e narrativas em primeira pessoa. Ele parte de duas questões principais:
- Quais novas linhas de investigação – acadêmicas ou voltadas à justiça social – são possíveis ao focar atenção na saúde e nas políticas menstruais ao longo da vida?
- Qual conhecimento é adquirido quando a menstruação emerge como uma categoria dinâmica de análise?

O manual valoriza a diversidade epistemológica e estilística das autoras, como afirmam as editoras:
Levamos a sério as críticas feministas à rigidez epistemológica que refletem uma ideia muito estreita (e privilegiada) do que conta como conhecimento. A expertise assume muitas formas [...], por isso escolhemos preservar os estilos únicos de escrita dos nossos colaboradores.
Segundo o manual, os Estudos Críticos da Menstruação podem ser compostos de diversas disciplinas em diálogo, a exemplo: História, Psicologia, Comunicação, Sociologia, Antropologia, Arte, Enfermagem, Estudos de Gênero, Saúde Pública, Políticas Públicas, entre outras.

## Temas de interesse

### Estigma
Investiga o silenciamento de conversas sobre a menstruação, os afetos de vergonha e segredo, e como atitudes culturalmente reproduzidas impactam as experiências das pessoas, o acesso a recursos e sua autopercepção.

### Equidade e acesso
Temas como o que se convenciona denominar pobreza menstrual, ou a falta de acesso a recursos de higiene, educação etc. Também trata de como a menstruação é experimentada por diferentes grupos raciais, de classe, de gênero e geograficamente.

### Medicalização e controle
Crítica à como a medicina e a ciência tradicionais têm historicamente patologizado a menstruação desde a institucionalização dessas áreas do conhecimento, de modo a reproduzir discursos misóginos. Os Estudos Críticos da Menstruação questionam o que é considerada uma menstruação “normal” e quais experiências são excluídas.

### Gênero e identidade
Os Estudos Críticos da Menstruação desafiam a ideia de que apenas mulheres menstruam e busca lançar luz a como a menstruação é vivida por pessoas agênero, não-binárias, interssexo e homens transsexuais.

### Políticas
Analisa legislações, políticas de locais de trabalho, de educação e sistemas de saúde que negligenciam ou marginalizam mulheres e pessoas que menstruam, buscando a transformação em forma de licenças menstruais, dignidade menstrual e educação.

### Ecologia e capital
Analisa o impacto ecológico de produtos menstruais e a comodificação da menstruação.

### Condições de saúde
Investiga como o estigma menstrual afeta o diagnóstico e tratamento de condições como: Síndrome do Choque Tóxico, Endometriose, Síndrome dos Ovários Policísticos, entre outras.

## Diálogo com outras teorias críticas

### Teorias Feministas
- Os Estudos Críticos da Menstruação se valem das críticas feministas à medicalização, estigmatização e controle de corpos femininos. Nessa seara, o estigma sobre a menstruação é compreendido como parte do sistema patriarcal, que classifica o corpo feminino como sujo, errado e irracional. Intelectuais dos Estudos Críticos da Menstruação buscam transformar a menstruação em fonte de conhecimento do próprio corpo e, até mesmo, como fonte de poder e resistência.

- Mulheres e pessoas que menstruam não-brancas e negras estão sujeitas a estereótipos, disparidades no acesso à higiene e à saúde.

### Estudos Feministas da Deficiência eTeoria Crip
Assim como os Feminist Disability Studies e a Teoria Crip, desafia o que é considerado um corpo “normal” ou “funcional”. Em intersecção, pessoas neurodivergentes ou com deficiências físicas podem experienciar dificuldades em passar pelo período menstrual em ambientes inacessíveis e lidar com sensibilidades sensoriais.

### Teoria Queer
Rejeitam binarismos de gênero e a biologização da menstruação, desafiando a ideia de que menstruar é exclusivo de mulheres cisgêneras.

### Teorias Decoloniais e Pós-coloniais
Propõem a descentralização do Norte Global nos debates e investigam como a colonização moldou práticas menstruais por meio da imposição de normas culturais, médicas e religiosas.

## Principais autoras
- Chris Bobel – University of Massachusetts
- Inga T. Winkler – Wageningen University
- Breanne Fahs – Arizona State University
- Katie Ann Hasson – Center for Genetics and Society
- Elizabeth Arveda Kissling – Eastern Washington University
- Tomi-Ann Roberts – Colorado College